# Stadion Urartu
Stadion Urartu – stadion piłkarski w Erywaniu, stolicy Armenii. Obiekt może pomieścić 4860 widzów. Swoje spotkania rozgrywają na nim piłkarze klubu Urartu Erywań (do 2019 roku pod nazwą „Bananc”). W 2019 roku obiekt był jedną z aren piłkarskich Mistrzostw Europy U-19. Rozegrano na nim cztery spotkania fazy grupowej oraz jeden półfinał tego turnieju.